# Капська колія

Капська колія — вузькоколійна залізниця із шириною колії 1067 мм (3 фути 6 дюймів). Загальна довжина залізниць із цією колією 112 000 км. Спочатку використовувались конкою. З середини XIX сторіччя мали широкий вжиток у британських колоніях та Японії. З початку XX сторіччя широко застосовувались у трамвайних мережах.

## Історія

### 1795
Вперше історично зафіксовано цю ширину колії використали на залізниці Дербі-канал, Англія, побудовану під використання конкою у 1795.

### 1862
У 1862 році норвезьким інженером Карлом Абрахамом Піхлом, була відкрита лінія Рерусбанен (Rørosbanen), з шириною колії 1,067 мм.

### 1865
У 1865, була побудована Queensland Rail, під керівництвом ірландського інженера Авраама Фіцгіббона і інженера-консультанта Чарльза Фокса. 

### 1868
У 1868, Чарльза Фокса запрошено до проектування  залізниці у Коста-Риці з шириною колії 3 ft 6 in.

### 1871
у 1871, були відкриті у Канаді Toronto, Grey and Bruce Railway та Toronto and Nipissing Railway.

### 1872
У 1872, була відкрита перша залізниця з шириною колії 3 ft 6 in в Японії.

### 1873
1 січня 1873, була відкрита перша лінія з шириною колії в Новій Зеландії, побудована британською фірмою John Brogden and Sons. Раніше побудовані ділянки стандартної колії 4 ft 8 1⁄2 in (1435 мм) були незабаром перешиті на Капську колію.
Також у 1873 Капська колонія прийняла стандарт 3 ft 6 in. 

### Після 1876
Наприкінці XIX і на початку XX століття було побудовано велика кількість трамвайних мереж з шириною колії 3 ft 6 in у Великій Британії та Нідерландах.

## Назви по країнах

### Колія Блекінге
У Швеції колія має назву Блекінге, через те що в цій провінції залізничні колії мають ширину 3 ft 6 in.

### Капська колія
Назва Капська колія походить від Капської колонії, в якій стандарт 3 ft 6 in було прийнято в 1873 році. Термін капська колія крім української та російської мов вживано в англійській — Cape Gauge, голландській — kaapspoor, німецькій — kapspur, норвезькій — kappspor і французькій — voie cape. З 1960, змінена ширина колії в ПАР — 1065 мм замість 1067 мм

### Колія CAP
Колію іноді називають CAP колія на честь Carl Abraham Pihl..

### Колоніальна колія
У Новій Зеландії має назву колоніальна колія

### 3 ft 6 in  або середня колія
В Австралії, зазвичай, використовується британський термін 3 фути 6 дюймів (3 ft 6 in). В деяких австралійських виданнях використовується термін середня колія (medium gauge),, проте в  тих штатах, де стандартна колія 4 ft 8 1⁄2 in (1,435 mm) є нормою, колію (3 ft 6 in) іменують вузькою колією.

### Колія Кіокі
У Японії колія має назву kyōki (яп. 狭軌), що має значення вузька колія.

## Застосування
| Країна/Територія                       | Примітки |
| -------------------------------------- | --- |
| Ангола                                 | Деякі ділянки перешиті з колії 2ft (610 мм) та 1,000 mm (3 ft 3 3⁄8 in). Деякі ізольовані. |
| Австралія                              | Довжина medium gauge в Австралії складає 15160 km, з них у Новому Уельсі колишня Zig Zag Railway, у Квінсленді — 8313 km, у Південній Австралії: ізольовані Port Lincoln network та Pichi Richi Railway Preservation Society, у Тасманії — 632 km, є окремі ділянки у Західній Австралії, у Північній Австралії — закриті,. |
| Барбадос                               | Залізниці Барбадосу перешита з 2ft 6in (762 мм) (закрита) |
| Ботсвана                               | Botswana Railways має 888 km колії ширини 3ft 6in. |
| Канада                                 | Західна частина New Brunswick Railway була перешита у 1880-х; Newfoundland Railway до закриття лінії у вересні 1988, та Prince Edward Island Railway від перешиття у 1930 коли була з'єднана поромом з рештою мережі Північної Америки, до закриття у грудні 1989.                                                          |
| Китай                                  | Південно-Маньчжурська залізниця — побудована шириною — 1,520 мм (4 ft 11 27⁄32 in), як частина Китайсько-Східної залізниці, але після перемоги Японії у російсько-японській війні 1904–1905, була перешита на 1,067 mm (3 ft 6 in), що діє і до початку XXI сторіччя                                                        |
| Коста-Рика                             | Операції залізничної мережі Коста-Рики були припинені після землетрусу 1995. Проте станом на 2013, деякі приміські лінії діють. |
| Демократична Республіка Конго          | Довжина 3 ft 6 in колії — 3621 km (з них 858 км —— електрифіковано). Частина ліній перешито з 1,000 mm (3 ft 3 3⁄8 in) та 2 ft 6 in (762 mm) |
| Еквадор                                | Empresa de Ferrocarriles Ecuatorianos має довжину 965 km |
| Естонія                                | Талліннський трамвай довжина колії — 38 km |
| Гана                                   | Ghana Railway Corporation — 935 km |
| Гаїті                                  | Saint-Marc line (закрита) |
| Гондурас                               | |
| Гонконг                                | Гонконзький трамвай |
| Індонезія                              | 5961 km. Наймасовіша ширина колії в Індонезії. |
| Ірландія                               | |
| Острів Мен                             | Snaefell Mountain Railway |
| Японія                                 | 22301 km Найпоширеніша ширина колії в Японії, використовується на всіх лініях окрім Сінкансен, де використовується стандартна колія. |
| Малаві                                 | 797 km з колією 3 ft 6 in. |
| Мозамбік                               | Portos e Caminhos de Ferro de Moçambique має 2,983 km колії 3 ft 6 in. |
| Намібія                                | TransNamib має 2,883 km колії 3 ft 6 in перешитих з колії 600 мм. |
| Нідерланди                             | Декілька трамвайних мереж (всі не діючі) |
| Нова Зеландія                          | 3900 km стандартизовано Public Works Act 1870 |
| Нікарагуа                              | 373 km до закриття мережі у 1993. Всі рейки демонтовано. |
| Нігерія                                | Nigerian Railway Corporation має ізольовану мережу завдовжки 3505 км одноколійної залізниці з шириною колії 3 ft 6 in. |
| Норвегія                               | У 1862 році норвезьким інженером Карлом Абрахамом Піхлом, була відкрита лінія Рерусбанен (Rørosbanen), з шириною колії 1,067 мм |
| Панама                                 | Panama Tramways Company (1913–1917) та Panama Electric Company (1917–1941). |
| Філіппіни                              | Philippine National Railways має 1140 km має на острові Лузон; з 1907-85 Panay Railways мала 117 км на острові Панай і у 1911-41 57 km на Себу |
| Республіка Конго                       | Конголезька океанічна залізниця має 502 km колії. |
| Росія                                  | Сахалінська залізниця – з 2010 перешивається на російську колію |
| Сьєрра-Леоне                           | 84 км з шириною колії 3 ft 6 in. |
| Південна Африка                        | Близько 20,500 km. Gautrain завдовжки (80 km) було перешито на стандартну колію. |
| Південний Судан                        | Ізольована, 248 km |
| Судан                                  | Ізольована 4725 km |
| Свазіленд                              | 301 km, вантажна |
| Швеція                                 | Декілька було у XIX сторіччі, наразі всі закриті або перешиті |
| Тайвань                                | 1097 km (Taiwan Railways Administration) |
| Танзанія                               | З Дар-ес-Саламу до кордону з Замбією (тільки TAZARA Railway, решта залізниць має ширину колії 1000 mm.) |
| Туреччина                              | Chemin de Fer Moudania Brousse |
| Залізничний транспорт Великої Британії | |
| США                                    | |
| Венесуела                              | Велика Венесуельська залізниця |
| Замбія                                 | Залізничні системи Замбії |
| Зімбабве                               | Національні залізниці Зімбабве |